# Pilar Fernández Carballedo
Pilar Fernández Carballedo és una escultora i pintora  espanyola, nascuda a Trevías de Valdés (Astúries), el 15 de maig de 1939, i resident a Oviedo.

## Biografia
La seva infantesa va transcórrer a la vila asturiana de Navelgas (Tinéu), on els seus pares tenien un negoci familiar (una sastreria). Sent molt jove es va casar i va marxar a viure Montelloso de Calleras (Tinéu) on comença a treballar com a escultora malgrat la seva falta d'educació específica en el món de les arts.
En 1965 rep la qualificació de «Taller Protegit», per experts de la Prefectura Nacional d'Artesania, que mantindria fins a finals dels anys 70, i comença a considerar-se que les seves escultures recorden l'art preromànic. les seves figures recorden el figurativisme romànic, estant dotades d'una ingènua sinceritat que els proporciona un gran atractiu.
Entre 1967 i 1969 es presenta a premis d'escultura i realitza exposicions diverses, així va obtenir el primer Premi de talla de fusta i escultura en les exposicions celebrades per l'Obra Sindical d'Artesania a Ḷḷuarca, Cornellana, Avilés i Oviedo.
En 1970 exposa a la Fira de Mostres de Gijón, a la casa dels Valdés. Posteriorment, exposa a l'Ateneu d'Oviedo i a la Sala Jara.
Es presenta a certàmens a Palma Mallorca (l'any 1972 on és seleccionada a la Segona Fira Nacional d'Artesania i Turisme), i exposa en ciutats de tot el territori espanyol com a La Pola Siero (Astúries) l'any 1978, o a la Sala Amics dels Pobles d'Oviedo, al Palau de Congressos i Exposicions de Madrid, a la Sala Marola de Gijón i al Centre Asturià d'Oviedo l'any 1979; en 1980 a la Caixa d'Estalvis de Valladolid.
Va realitzar treballs tant per a particulars com d'institucions i organismes oficials. En aquesta dècada dels anys  80 exposa al Centre Asturià de Mèxic i en les galeries Kreisler de Madrid i Nova York i en 1997 al museu de l'ONCE de Madrid.

## Obra i reconeixement
Es poden trobar obres seves en destacades col·leccions particulars i en organismes oficials.
També ha realitzat molts bustos, escuts, i dos dels seus obres, un  Santiago Pelegrí i una imatge de  Sant Joan Baptista, realitzades en bronze, formen part de la col·lecció d'escultures urbanes que s'ubiquen pels carrers de la ciutat d'Oviedo.
Entre els seus premis i distincions destaquen:
- Títol de Taller Protegit.
- Primer Premi de l'Obra Sindical.
- Premi Lauro Tanit.
- Creu de la Victòria.
- Premi Internacional a la Trajectòria Professional i al Foment a les Arts a Astúries.
- Diploma d'Honor del Ministeri de Cultura.